# Museu do Círio
O Museu do Círio foi criado pelo Governo do estado do Pará em 9 de outubro de 1986 e reinaugurado em dezembro de 2002, passando a realizar suas atividades no Complexo Feliz Lusitânia, no bairro da Cidade Velha.
Possuindo um rico acervo documental, o Museu do Círio retrata a história da devoção popular em torno da celebração do Círio de Nossa Senhora de Nazaré, maior manifestação religiosa do Estado do Pará e uma das maiores do Brasil e do Mundo, celebrada, desde 1793, na cidade de Belém do Pará e tombada como patrimônio cultural imaterial brasileiro. O acervo contempla sua realidade histórica, cultural e artística através de aproximadamente 2.000 peças, divididas em dez coleções, que vão desde arte sacra do século XIX, arte popular em miriti, até numeroso acervo escultório de ex-votos, entre outros itens, apresentando o Círio até os dias atuais.
No local também estão preservados os mantos usados pelas imagens de Nossa Senhora de Nazaré que passaram a ser guardados desde a década de 1980 e estão sendo restaurados. Todos os anos o acervo é renovado após a grande romaria do segundo domingo de outubro, quando novos objetos doados pelos promesseiros são selecionados para as coleções.
Funciona de terça a sexta das 10h às 18h e aos finais de semana e feriados abre das 10h às 14h.

## Complexo Turístico Feliz Lusitânia
O Museu do Círio faz parte do Complexo Turístico Feliz Lusitânia, que é composto por:
- Forte do Castelo;
- Palacete das Onze Janelas;
- Igreja de Santo Alexandre/Museu de Arte Sacra (antigo Palácio Episcopal);
- Catedral Metropolitana de Belém, e;
- Ladeira do Castelo/Rua Norte (atual rua Siqueira Mendes).[7]
- Museu do Círio
- Palácio Lauro Sodré/Museu do Estado do Pará (MEP)
- Palácio Antônio Lemos/Museu de Arte de Belém ( MAB)